# 李米的猜想
『李米的猜想／愛失償』（英文：The Equation of Love and Death）は、2008年に公開された、周迅と張涵予主演の中国のサスペンス映画。監督・脚本は曹保平。2008年のサン・セバスティアン国際映画祭新監督賞ならびに2009年の第3回アジア・フィルム・アワード女優賞・第9回華語電影伝媒大奨女優賞・第27回中国映画金鶏賞女優賞など受賞作品。日本未公開。

## 出演
- 周迅 ― 李米（Li Mi）
- 鄧超 ― 方文（Fang Wen）／馬冰（Ma Bing）
- 張涵予 ― 葉傾城（Ye Qingcheng）
- 王宝強 ― 裘水天 （Qiu Shuitian）
- 王硯輝 ― 裘火貴（Qiu Huogui）
- 倪大宏